# Mononykus
Mononykus olecranus
Genre
Espèce
Mononykus est un genre éteint de dinosaure théropode dont on a trouvé des restes fossiles dans la formation de Nemegt provenant du Crétacé supérieur, en Mongolie.
Une seule espèce est rattachée au genre : Mononykus olecranus.

## Étymologie
Son nom signifie "une seule griffe".

## Description

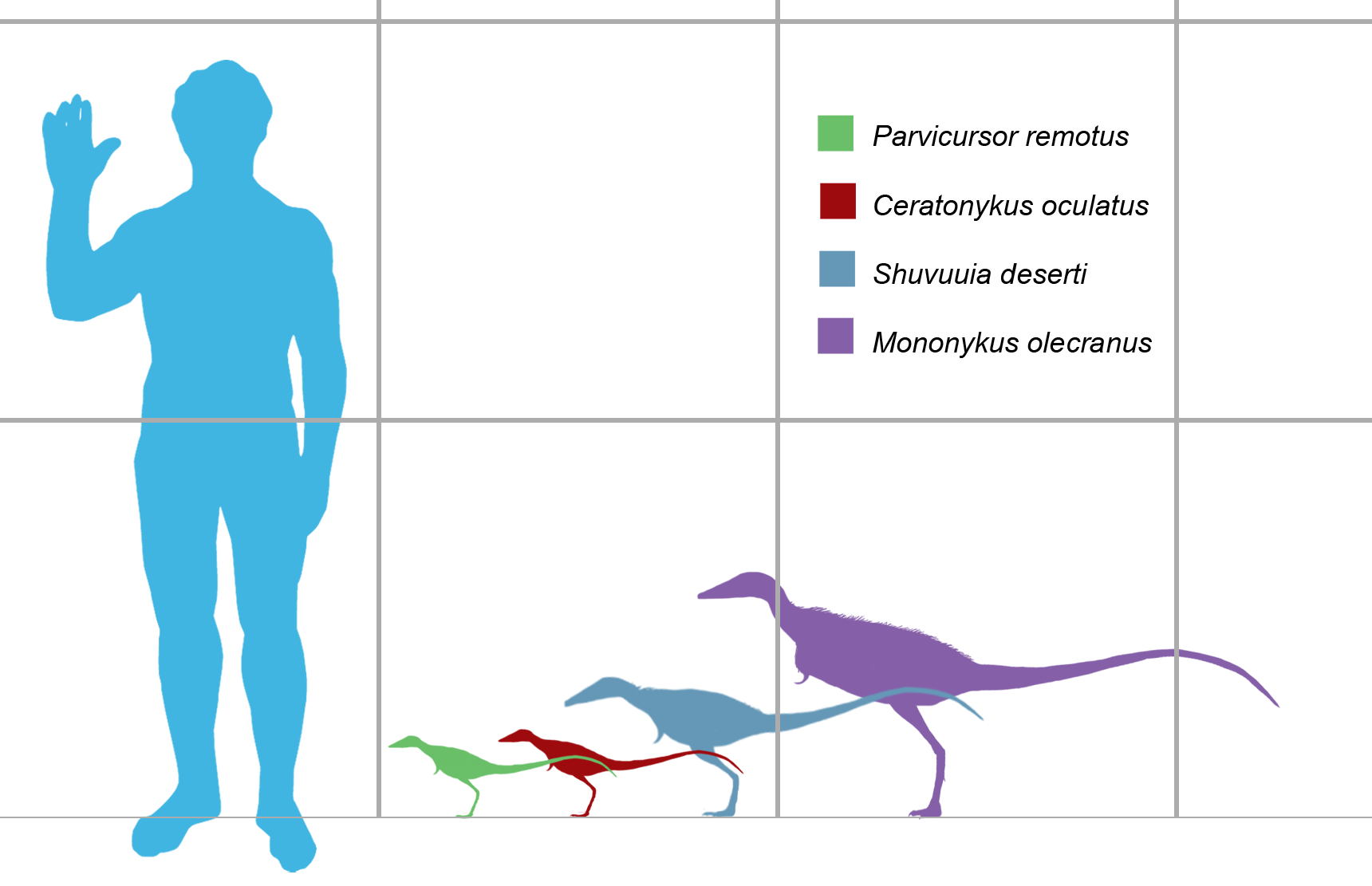
Comparaison de taille des Alvarezsauridae, avec Mononychus olecranus en violet, et d'un humain.

Ce petit dinosaure nocturne, très agile, carnivore, proche des oiseaux avait une taille d'environ 1 mètre.